# Нарративная парадигма
Нарративная парадигма (от англ. Narrative paradigm) – универсальная коммуникативная модель, предложенная профессором Анненбергской школы медиа-исследований Уолтером Фишером. В контексте данной парадигмы любой коммуникационный процесс рассматривается как форма повествования, а люди – как рассказчики историй.

## История создания
Ещё с древних времён логос был отделён от мифоса, причём первый являлся абсолютом знания, истинности и объективности, а мифос лишь сводился к мифу, то есть к фикции. С этой точки зрения, всё, что не является логосом и не принадлежит к «чистому», объективному и «технологическому» знанию, может претендовать лишь на относительную истинность. Считалось, что тот, кто хочет понять положение вещей, должен проконсультироваться с доктором, учёным, или другим экспертом. Это казалось Фишеру глубоко неверным, в связи с чем он предложил концепцию нарративной парадигмы, которая могла бы уравновесить существующую рациональную парадигму (или, по крайней мере, служить альтернативой для неё) .
- Научная модель была названа именно парадигмой, а не теорией, так как поле исследования намного шире.
- Фишер перевел понятие парадигмы из плоскости методологии науки в плоскость практической теории коммуникации (в том числе научной).
- Сам термин «нарративная парадигма» был придуман Уолтером Фишером под влиянием работ Аласдера Макинтайра.

## Cущность парадигмы
Нарративная парадигма видит людей как рассказчиков историй — авторов и соавторов — которые творчески считывают и оценивают тексты из жизни и литературы. Она представляет существующие общественные установки как проводники сюжетов, которые всегда находятся в процессе воссоздания, нежели как сценарии.
Люди судят о происхождении вещей, оценивают явления или действия, анализируя «связность» и «точность» историй, которые признаются подходящими или отвергаются в зависимости от того, как эта история коррелирует с реальным опытом человека и теми сюжетами, которые он встречал в течение своей жизни. Жизнь, в свою очередь, рассматривается Фишером как череда историй, каждая из которых содержит начало, cередину, конец и определённый конфликт.

## Сравнение парадигм
Фишер рассматривал две отдельные парадигмы  человеческой коммуникации: рациональную и нарративную, то есть повествовательную . И хотя рациональная парадигма больше подходит для научного дискурса, она совершенно неприменима в рамках дискурса социального, когда идёт обсуждение ценностей общества и процесс оценивания того или иного события с моральной точки зрения. В этом случае общество нуждается в нарративной парадигме, так как именно с её помощью оно может выработать мнение о ситуации и дать оценку происходящему.
| Рациональная парадигма                                                                                        | Нарративная парадигма                                                                       |
| --- | ------------------------------------------------------------------------------------------- |
| Люди по своей природе рациональны                                                                             | Люди по своей природе - рассказчики историй                                                 |
| Принятие решений исходя из приведённых аргументов                                                             | Принятие решений с опорой на достаточные основания                                          |
| Аргументы определяются специально выработанными критериями, придающими суждению здравый смысл и завершённость | Достаточные основания определяются историей, биографией, культурой и характером рассказчика |
| Основанием рациональности служат доказательства                                                               | Основанием рациональности служат связность и точность историй                               |
| Мир рационален и состоит из логических связей                                                                 | Мир состоит из историй, среди которых мы выбираем                                           |

На основании таблицы можно сделать следующие выводы:
- Ценности играют ключевую роль в нарративной парадигме, в то время как в рациональной парадигме они второстепенны.
- Эстетическое доказательство не будет релевантно, с точки зрения логики, однако порой в нарративной системе именно стиль и красота определяют станет ли история подходящей.
- Согласно рациональной парадигме мира, лишь эксперты способны представлять или распознавать веские аргументы, но нарративная парадигма утверждает, что почти любой человек способен определить хорошую историю и судить о ее достоинствах, как об основе для убеждения и действия[5].

## Нарративная рациональность
Нарративная рациональность предлагает метод определения релевантности историй. Он базируется на двух принципах: связность и точность историй.

### Связность
Нарративная связность отражает то, насколько вероятной и убедительной звучит история для слушателя. Этот фактор зависит от трёх составляющих:
1. Логичность структуры. Подразумевает связность и последовательность элементов рассказа.
2. Логичность рассказа в контексте других историй. Рассказ не должен выбиваться из общего ряда последовательных историй, чтобы создать целостную картину у слушателя.
3. Правдоподобность персонажей. Вся история подвергается риску, если её персонажи не правдоподобны.

### Точность
Под точностью Фишер подразумевал соответствие истории представлениям слушателя о добре и зле, а значит способность влиять на мировоззрение.. Фишер считает, что история обладает точностью, когда в ней есть достаточные основания для того, чтобы руководить нашими действиями в будущем. Логика достаточных оснований основана на пяти критериях:
1. Ценности, которые превозносит история.
2. Релевантность истории относительно затрагиваемых ценностей.
3. Степень вовлеченности слушателей и принятия ими предлагаемых в истории ценностей.
4. Корреляция предлагаемых ценностей с ценностями слушателя.
5. Точность отображения ценностей, воспринимаемых человеческой  культурой как наивысшие.

## Области применения

### В политике
Истории всегда являлись наиболее легким способом донести до широкой общественности идеи той или иной политической силы, этот инструмент часто эксплуатировался в политической коммуникации отнюдь не во благо для общества. Этому способствовали специфические особенности «сюжетного» образа мышления, главной из которых можно считать следующую: информация, которая не соответствует символическому ряду господствующей в умах людей «истории» может быть очень легко ими проигнорирована, отвергнута либо исключена из поля серьезного осознанного рассмотрения.  В то же время человек, находящийся во власти нарративов, может воспринимать совершенно противоречащие друг другу с точки зрения чистой логики установки и утверждения, если в его сознании никак не противоречат друг другу две истории, которые иллюстрируют эти убеждения. В качестве иллюстрации такого «логического противоречия» можно привести пример человека, который будет ненавидеть жителей западной Украины за «фашизм» и в то же время являться русским националистом радикального толка, трактуя свои убеждения в ключе «патриотизма».

### В пиар
Создание историй как инструмента PR «очеловечивает» бренд, демонстрирует потребителям систему ценностей компании, добавляет образности и доверительности имиджу, ускоряет процесс принятия решений во время переговоров, помогает объяснить сложные процессы и явления простым языком, передать систему ценностей компании, усилить слабые стороны компании. Правильно сконструированные истории апеллируют к ценностям и эмоциям своих целевых аудиторий, добиваясь возникновения устойчивой эмоциональной связи между компанией и потребителями, а также передачи и усвоения сообщаемых этими историями ценностей. Нарратив также воздействует на сознание людей, внушая им “нужные” мысли, формирует сопричастность и способен вызывать запланированную реакцию и соответствующее ожиданиям поведение. Нарративная парадигма Фишера позволяет предопределить возможное отторжение продукта целевой аудиторией,  если он несет в себе сообщение противоречащее ценностям и жизненному опыту потребителя.

### В средствах массовой информации
Значительная доля продукции средств массовой информации состоит из нарративов. Информационное пространство наполнено историями потому, что тексты, используемые в журналистике и связях с общественностью, представляют собой либо повествование в чистом виде, либо перечисление событий, из которых повествование может быть составлено. Так, новостной нарратив имеет главных и второстепенных действующих лиц, «героев» и «злодеев», для него характерно наличие последовательно развивающегося действия, композиционно выстроенного, обладающего началом, серединой, концом, маркированными драматическими поворотами в сюжете, и соответствующего привычным для аудитории сценариям. Нарратив выступает в качестве формы бытия медийного текста как продукта массовой культуры. Именно нарративный метод изложения новостей используют журналисты во время кризисов и терактов. Рассказ в красках о произошедшем событии привлечёт больше внимания нежели поминутное изложение сухих фактов.

## Критика
- Главным критиком парадигмы Фишера является Роберт Роуленд. В своей статье[16] Роуленд отмечает три недостатка нарративной парадигмы:

1. Фишер слишком широко определяет нарратив, включая в данное понятие практически любую коммуникацию. Роуленд считает, что определение нарратива в контексте парадигмы необходимо сузить. Не все литературные сочинения, например, можно считать историями. Слишком широкое определение понятия нарратив способно ввести человека в заблуждение по поводу истинного значения этого термина в контексте парадигмы Фишера.
2. Роуленд не считает, что нарративная парадигма Фишера в полной мере является альтернативой рациональной парадигме. Дело в том, что не существует определённых критериев, по которым можно было бы оценить, насколько хорошо функционирует нарративная парадигма, ведь история может быть эффективной, но при этом лживой. К тому же, Фишер предполагает, что есть определённый спектр ценностей, коррелирующийся с «достаточными основаниями», но будут ли одинаковыми эти ценности, например, у христианина, мусульманина и буддиста? Таким образом, по мнению Роуленда, в контексте нарративной парадигмы сложно выработать единые стандарты оценки моральных ценностей, которые бы разделяли все, а также практически невозможно избежать релятивизма. Более того, нарративная парадигма Фишера не может быть применена к дискурсу, где нет возможности рассказать историю. Стандарты нарративной рациональности и её критерии не применимы, например, к сфере фэнтези и научной фантастики.
3. В своей статье[17] Фишер критиковал рациональную парадигму, уповая на иерархичность её системы, где люди делятся на элиту и экспертов, с одной стороны, и тех, кто им подчиняется, с другой. Однако Роуленд отмечает, что нарративная парадигма не гарантирует отсутствия контроля элит над обществом. Он напоминает, что в основе нацизма лежал миф об арийцах, а коммунизм строился вокруг идеи о рае на земле для рабочего.

- Барбара Ворник считает логику «достаточных оснований», на которой базируется нарративная парадигма, слишком оптимистичной и неподходящей для современных реалий. К тому же, один из праотцов рациональной парадигмы Аристотель уже выдвигал идею о том, что человеку присуща тяга к доброму и справедливому.[18] По мнению Ворник, изначальные расхождения в трактовке Фишером собственной теории привели к отсутствию полноценной системы оценивания историй. Нет никакой уверенности в том, что человек проанализирует историю, не прибегая к собственным домыслам или логическим доводам, что делает парадигму очень субъективной[19]. К тому же, даже обладая связностью и точностью, история вполне может лоббировать плохие ценности, как например, в книге Адольфа Гитлера «Моя борьба».
- Виллиам Кирквуд критикует чрезмерную опору на превалирующие в человеческой культуре ценности. Отсюда автор делает вывод об «однобокости парадигмы»[20], предложенной Фишером, что говорит о её непригодности в определённых сферах человеческой деятельности.
- Коррективы в парадигму Фишера вносят Михаэль МакГи и Джон Нельсон, которые предпочитают функциональный взгляд на нарратив и сюжетику. МакГи и Нельсон считают, что обществу нужна не столько в нарративная парадигма, сколько эпистемология нарративности.[21]

## Ответ на критику
- Желая объяснить свою точку зрения, в частности Роберту Роуленду[22], Фишер опубликовал статью «Объясняя Нарративную парадигму». В ответ на критику Роуленда о том, что определение термина нарратив слишком широкое, Фишер привел три значения, в которых оно используется при осмыслении парадигмы:

1. Отдельные формы коммуникации — описания, короткие истории, характеристики.
2. Универсальные типы коммуникации — споры, повествования.
3. Концептуальная основа, позволяющая понять решения, высказывания и действия людей.

- Комментируя критические высказывания Барбары Ворник в адрес нарративной парадигмы, Фишер утверждает, что она путает понятия эффективного дискурса, который использовал Гитлер, и хорошего дискурса, который люди склонны предпочитать. Однако он допускает, что зло может подавить эту склонность, и считает, что это еще одна причина для определения и продвижения гуманных ценностей, представленных в нарративной парадигме.
- Фишер также благодарит всех, кто критиковал нарративную парадигму, так как это лишь подтверждает её валидность.

Я хочу поблагодарить своих критиков, поскольку они только подтверждают правильность моей позиции. Они делают это двумя способами: какую бы линию нападения они ни выбрали, они в конечном счете критикуют или связность, или точность моей позиции, или и то, и другое. И какие бы возражения они ни высказывали, основанием для их возражений будет конкурирующая история, которая, как они, разумеется, полагают, является связной и обладает точностью